# Bo Reimer
Bo Reimer, född 1956, är en svensk professor i medie- och kommunikationsvetenskap vid Malmö högskola.